# Parapoynx
Parapoynx é um gênero de mariposa pertencente à família Crambidae.